# 中共中央冀鲁豫分局
中共中央冀鲁豫分局是抗战后期负责冀南、冀鲁豫两大抗日根据地的中共领导机关。 

## 历史
冀鲁豫边区政府最早成立于1939年，规模较小，政府设在内黄县张固堆村。也称“小冀鲁豫”。
1941年，冀鲁豫边区和鲁西边区合并，成为新的冀鲁豫边区，也称“中冀鲁豫”。边区政府设在观城县红庙村。
1943年11月，为了加强八路军第129师的冀鲁豫与冀南两区的统一领导，中共中央决定成立冀鲁豫分局（也称平原分局）。分局书记黄敬（1942年10月由冀中区党委书记调任冀鲁豫区党委书记），宋任穷为组织部长，李菁玉为宣传部长，张霖之为民运部长兼组织部副部长，张玺为秘书长。分局驻山东莘县大张家镇红庙村。冀鲁豫分局受中共中央北方局领导。冀鲁豫分局领导冀南、冀鲁豫两个区党委。
濮縣、范县、觀城縣是冀鲁豫边区抗日根据地的中心区，被誉为“钢铁濮范观，华北小延安”。
1944年2月8日，冀鲁豫军区司令员杨得志奉命率冀鲁豫第二团、第十一团、第十六团、第十九团、第三十二团及回民支队开赴陕北，军区工作由杨勇主持。 
1944年5月11日，冀鲁豫和冀南两区合并，两个区党委机关撤销，所辖的12个地委由冀鲁豫分局直接领导。设冀南、冀鲁豫两个工作委员会，作为协助分局研究、监督、检查两地工作的专门机构。冀南工委由彭涛/张策任书记，高元贵任宣传部长，郭森任组织部长，张光第任秘书长。冀鲁豫工委由张霖之任书记。冀鲁豫军区与冀南军区合并为新的冀鲁豫军区，统一各军分区部队的番号和建制，宋任穷任军区司令员，分局书记黄敬兼军区政委，王宏坤与杨勇任副司令员，苏振华任副政委，曹里怀任参谋长，朱光任政治部主任，傅家选任后勤部部长，刘德海任后勤部政委。新的冀鲁豫军区下辖11个军分区和水东独立团（水东地委当时未成立军分区）。冀南、冀鲁豫两行署于1944年6月15日合署办公，联合下达指示、规定、法令等文件。冀南行署由孟夫唐负责；冀鲁豫行署主任晁哲甫在延安学习，行署工作由徐达本、贾心斋负责。 分局、行署、军区下辖：
- 第一地委、第一专署、第一军分区：地委书记邓存伦，专员张耀南，军分区司令员刘致远
- 第二地委、第二专署、第二军分区：地委书记杜义德，专员石惠轩，军分区司令员杜义德
- 第三地委、第三专署、第三军分区：地委书记李福祥，专员温光中，军分区司令员张维翰
- 第四地委、第四专署、第四军分区：地委书记乔晓光，专员肖一舟，军分区司令员雷绍康，军分区政委胥光义
- 第五地委、第五专署、第军五分区：地委书记李尔重，专员张海峰，军分区司令员牟海秀，军分区政委陈登坤
- 第六地委、第六专署、第六军分区：地委书记赵一民，专员郭鲁，军分区司令员周发田
- 第七地委、第七专署、第七军分区：地委书记许梦侠，专员周持衡，军分区司令员赵健民
- 第八地委、第八专署、第八军分区：地委书记段君毅/万里，专员成润，军分区司令员曾思玉
- 第九地委、第九专署、第九军分区：地委书记张国华/赵紫阳，专员杨锐，军分区司令员赵东寰
- 第十地委、第十专署、第十军分区：地委书记刘星，专员张耀汉，军分区司令员赵基梅/王才桂
- 第十一地委、第十一专署、第十一军分区：地委书记潘复生，专员郭影秋，军分区司令员王秉璋
- 第十二地委（水东地委）、第十二专署（水东专署）、水东军分区：地委书记李中一(43-44.7)/袁振(44.7-)，专员薛朴若/崔挺，水东独立团团长张刚剑。

此为“大冀鲁豫”。
1944年7月黄敬赴延安治病，宋任穷代理分局书记及军区政委。1944年9月，分局和军区机关迁河南省清丰县东南单拐村。这时候，边区地盘达到极盛。
1945年1月23日，中共中央为加强冀鲁豫工作，给北方局发出指示：最近冀鲁豫根据地有极大发展，人口将近两千万，为敌后最大的根据地，但减租减息大半尚未进行，各种政策尚未完全正规，根据地的群众基础尚不巩固，北方局应及时进至冀鲁豫工作，普遍发动群众，进行彻底的减租减息，求得根据地进一步巩固。北方局代理书记邓小平于1945年3月上旬由山西麻田率组织部长刘锡五、宣传部长李大章等北方局机关20余人到冀鲁豫抗日根据地中心区的濮阳，先后住李家楼、单拐村。实际上，北方局机关由太行山麻田迁至了河南清丰县。
1945年5月4日，冀鲁豫、冀南两行署正式合并为冀鲁豫行署。原冀鲁豫行署所辖的第十六、十七、十九、二十、二十一专署改称第一、八、九、十、十一专署，水东专署改称第十二专署，原冀南行署所辖各专署该称第二、三、四、五、六、七专署。 “鉴于边区日益扩大，形势急剧变化，行署对各地领导实有鞭长莫及之感，决定设立两个办事处”：
- 冀鲁豫行署冀南办事处：代管原冀南区的第2至第6专区，范若乙为主任；
- 冀鲁豫行署豫东办事处：代管水东的12专区和水西新开辟地区，王笑一为主任。

1945年6月20日八路军冀鲁豫军区决定成立冀南、豫东两个指挥部。
抗日战争胜利后，冀鲁豫边区政府迁到濮阳县城。1945年8月20日，中共中央决定中共中央北方局和冀鲁豫中央分局合并成立晋冀鲁豫中央局。邓小平、薄一波分任正、副书记,领导冀鲁豫、冀南、太行、太岳4个区党委和军区。张霖之、李菁玉、李雪峰、王鹤峰分任4个区党委书记兼军区政委。
1945年10月，冀南和冀鲁豫分开，恢复为两个区党委、军区和行署。
1946年2月8日，原晋冀鲁豫边区第一、八、九、十、十一、十二专署，分别改为晋冀鲁豫边区冀鲁豫第一、二、四、五、三、六专署。共71个县。
1946年10月底，为适应战争形势，行署决定划小行政区，以实现深入、具体的领导，即第3、第5专区不变，第6（水东）专区改由晋冀鲁豫边区政府直辖，第1、2、4等3个专区重划为6个专区如下：
- 第1专区——原第1专区的泰（安）西、肥城、长清、宁阳、平阴5县。
- 第2专区——原第2专区的张秋、寿张、范、郓城、郓（城）北、郓（城）钜（野）、钜（野）南、临泽、鄄城9县。
- 第4专区——原第4专区的濮阳、卫河、滑、长垣、安阳、浚、延津、封丘、高陵、卫（河）南、卫（河）滨、昆吾12县。
- 第6专区——原第1专区的齐（河）禹（城）、河西、茌平、博平、东阿、筑先（原名聊城，为纪念抗日英雄范筑先更名）、阳谷7县。
- 第7专区——原第2专区的昆山、东平、汶上、南旺、嘉祥、济宁（济北县裁撤）6县及独山特别区。
- 第8专区——原第2专区的濮、南峰（原名朝城）、观城3县，原第4专区的南乐、清丰、内黄3县，共6县。

1947年8月黄河归故后，第2专区地跨黄河两岸，交通不便，且河北岸为解放区，河南岸为拉锯区，工作环境、性质不同，行署决定将其黄河以北的寿张县划属第6专区，范县划属第8专区。1947年9月，行署决定将原属第8专区的范、濮、南峰、观城，与原属第6专区的寿张、阳谷共6县，划设第9专区。
1947年11月，第3专区在陇海铁路破击战中，设立金（乡）钜（野）县，恢复一度与砀山县合并为华（山）砀（山）县的华山县。
1948年7月，地处黄河以南、大运河以东、津浦铁路以西的第1专区各县，划归新组建的山东省鲁中南行署区，设为其第7专区；冀鲁豫边区尚辖8个专区、60个县和1个直辖市。
1949年6月冀鲁豫边区将所属8个专区的序数称谓改作地理方位定名，即第2至第9专区依次改称为：临河（北临黄河）、湖西（南阳、昭阳、微山3湖以西）、豫北（河南省北部）、鲁西南（山东省西南部）、运东（大运河以东）、运西（大运河以西）、直南（旧“直隶”即河北省南部）、濮范（黄河以北的濮县、范县一带）专区。

## 革命史迹遗址
河南省清丰县东南单拐村，现存有邓小平旧居、宋任穷与杨勇等领导的旧居。
合并后的冀鲁豫军区在清丰县东南单拐村的村东路南的陈氏祠堂，建起了第一兵工厂。该厂制造出“盖亮号”九二式步兵炮。